# Новий Свєт (Ленінградська область)
Новий Свєт (рос. Новый Свет) — селище у Гатчинському районі Ленінградської області Російської Федерації.
Населення становить 5759 осіб. Належить до муніципального утворення Новосветське сільське поселення.

## Географія
Населений пункт розташований на південній околиці міста Санкт-Петербурга.

## Історія
Згідно із законом від 16 грудня 2004 року № 113—оз належить до муніципального утворення Новосветське сільське поселення.

## Населення
| 2002 | 2007  | 2010  | 2017  |
| ---- | ----- | ----- | ----- |
| 5553 | ↘5514 | ↗5648 | ↗5759 |